# Psychotria pumiliocarpa
Psychotria pumiliocarpa är en måreväxtart som beskrevs av John Duncan Dwyer. Psychotria pumiliocarpa ingår i släktet Psychotria och familjen måreväxter. Inga underarter finns listade i Catalogue of Life.